# General López (departamento)
Departamento General López é um departamento da província de Santa Fé, na Argentina.